# Megachile vittatula
Megachile vittatula är en biart som beskrevs av Cockerell 1920. Megachile vittatula ingår i släktet tapetserarbin, och familjen buksamlarbin. Inga underarter finns listade i Catalogue of Life.